# Parque natural provincial Fuerte Esperanza

El parque natural provincial Fuerte Esperanza es un área natural protegida de la provincia del Chaco, Argentina. 

## Ubicación
Se ubica al noroeste de la provincia del Chaco, en el departamento General Güemes, a 420 km de la capital de la provincia. Sus límites al oeste, norte y este están definidos por la reserva aborigen (reserva Grande); al sur limita con la localidad Fuerte Esperanza.

## Características
Fue creado el 13 de diciembre de 2000 por la ley provincial n.º 484, promulgada por decreto provincial n.º 791 del 4 de junio de 2001.
Tiene una superficie de 28 220 ha en el distrito fitogeográfico chaqueño occidental (o chaco seco). Toda su área se encuentra dentro de la zona de El Impenetrable. El clima es semitropical continental con temperaturas máximas absolutas de hasta 50 °C y una media anual de precipitaciones de 600-700 mm. Con categoría de manejo II de la UICN (conservación y protección del ecosistema), los objetivos son preservar fauna amenazada: gato onza, pecarí quimilero (endémico), tatú carreta (vulnerable) y yaguareté, especie potencialmente en peligro de extinción; y conservar bosques de quebracho y palo santo. 

## Flora
Predominan las especies leñosas: quebracho blanco, quebracho colorado santiagueño, palo santo, guayacán negro, mistol, chañar brea, algarrobo blanco, algarrobo negro.

## Fauna
Entre la diversidad de especies se encuentra el yaguareté, el oso melero, el oso hormiguero gigante, el gato onza, el puma, el pecarí quimilero, el tapir, el tatú carreta, el tatú bolita o mataco, el loro hablador, la martineta chaqueña (endémica), el guazuncho o corzuela parda, el gato montés, el conejo de los palos, la lampalagua, la tortuga terrestre chaqueña, entre otras.